# Павло-Куракинский сельсовет
Павло-Куракинский сельсовет — сельское поселение в Городищенском районе Пензенской области Российской Федерации.
Административный центр — село Павло-Куракино.

## История
Статус и границы сельского поселения установлены Законом Пензенской области от 2 ноября 2004 года № 690-ЗПО «О границах муниципальных образований Пензенской области».

## Население
| 2002  | 2010  | 2012  | 2013  | 2014  | 2015  | 2016  |
| ----- | ----- | ----- | ----- | ----- | ----- | ----- |
| 1631  | ↘1451 | ↘1448 | ↘1403 | ↘1347 | ↘1327 | ↘1312 |
| 2017  | 2018  | 2021  |       |       |       |       |
| ↘1298 | ↘1243 | ↘1198 |       |       |       |       |

## Состав сельского поселения
| № | Населённый пункт    | Тип населённого пункта       | Население |
| - | ------------------- | ---------------------------- | --------- |
| 1 | Александровка       | деревня                      | 186       |
| 2 | Борисовка           | деревня                      | 191       |
| 3 | Марьевка            | деревня                      | 73        |
| 4 | Павло-Куракино      | село, административный центр | ↘828      |
| 5 | Середа              | посёлок                      | 71        |
| 6 | Суходольные Выселки | деревня                      | 102       |